# Rolla (isla)
Rolla (en sami septentrional: Rálli) es una isla del municipio de Ibestad en Troms, Noruega. La isla de Andørja está al noreste, el fiordo Vågsfjorden al norte y oeste y el Astafjorden al sur. El punto más alto es Drangen con 1022 m. Su población es de 1078 habitantes.
Rolla está conectada con Andørja mediante el túnel de Ibestad, en Hamnvik. Andørja, a su vez, conecta con tierra firme mediante el puente de Mjøsund. Hay una ruta de ferry desde Sørrollnes hasta el oeste de Harstad.
Hay dos iglesias, la de Ibestad en Hamnvik y la capilla de Sørrollnes.